# Hugh Last
 Hugh Macilwain Last (* 3. Dezember 1894 in Putney; † 25. Oktober 1957 in Strathmore, Mulberry Green, Harlow, Essex) war ein britischer Althistoriker.
Sein Vater William Isaac Last war Direktor des Science Museum in South Kensington. An der St Paul’s School wandte sich Hugh Last unter dem Einfluss seines Lehrers T. Rice Holmes der römischen Geschichte zu. Er ging 1914 an das Lincoln College. Es folgten 1916 Honour Moderations und 1918 Literae Humaniores (ein Studium mit klassischen Inhalten, Alte Geschichte und Philosophie). Eine enge Bindung hatte er zu seinem Tutor William Warde Fowler. 1919 wurde Last Fellow für Alte Geschichte am St John’s College in Oxford. 1927 wurde Last Lecturer in römischer Geschichte. Von 1934 bis 1937 war er Präsident der Roman Society. 1936 erhielt er den Ruf auf den altehrwürdigen Camden-Lehrstuhl in Oxford, den er bis 1949 innehatte. Nach dem Tod von William Teulon Swan Stallybrass 1948 wurde Last Leiter (Principal) von Brasenose College und blieb in dieser Position bis 1956. Last erhielt Ehrendoktorate von Edinburgh (1938) und vom Trinity College, Dublin (1948). Das Lincoln College machte Last 1939 zum honorary fellow (Ehrenmitglied). Last blieb unverheiratet.
Last verfasste zusammen mit Henry Stuart Jones für die erste Ausgabe The Cambridge Ancient History die frühe römische Geschichte. 1932 verfasste er im 9. Band der Handbuch-Reihe Cambridge Ancient History die Geschichte der Römischen Republik von den Gracchen zu Sulla. Last veröffentlichte mehrere Artikel im Journal of Roman Studies. Für die Zeitschrift war er jahrelang Mitglied im Herausgebergremium. Bekannte Schüler von Last sind A. N. Sherwin-White und Mason Hammond.